# Maycon de Andrade Barberan
Maycon de Andrade Barberan (São Paulo, 15 de julio de 1997), o simplemente Maycon, es un futbolista brasileño que juega en la demarcación de centrocampista para el S. C. Corinthians del Campeonato Brasileño de Serie A.

## Biografía
Tras formarse como futbolista con la Associação Portuguesa de Desportos, finalmente se marchó a la disciplina del S. C. Corinthians. Tras jugar en las filas inferiores, finalmente hizo su debut con el primer equipo el 11 de febrero de 2016 contra el Capivariano F. C. en un encuentro de la Campeonato Paulista 2016. Su primer gol como futbolista lo anotó contra el Botafogo el 13 de marzo de 2016. El 14 de julio del mismo año se marchó cedido para el resto de temporada a la Associação Atlética Ponte Preta. Tras volver al Corinthians, y jugar en el club brasileño por otros dos años, finalmente el 17 de junio de 2018 se marchó a Europa para fichar por el F. C. Shakhtar Donetsk ucraniano. Como consecuencia de la invasión rusa de Ucrania de 2022 regresó a Brasil y el 31 de marzo se confirmó su vuelta a Corinthians hasta final de año.

## Clubes
| Club                       | País    | Año       | Partidos | Goles |
| -------------------------- | ------- | --------- | -------- | ----- |
| S. C. Corinthians          | Brasil  | 2016      | 14       | 1     |
| A. A. Ponte Preta (cedido) | Brasil  | 2016      | 19       | 1     |
| S. C. Corinthians          | Brasil  | 2017-2018 | 90       | 7     |
| F. C. Shakhtar Donetsk     | Ucrania | 2018-2022 | 98       | 8     |
| S. C. Corinthians (cedido) | Brasil  | 2022-     | 102      | 7     |

## Palmarés

### Títulos estatales
| Título              | Club              | Estado    | Año  |
| ------------------- | ----------------- | --------- | ---- |
| Campeonato Paulista | S. C. Corinthians | São Paulo | 2017 |
| Campeonato Paulista | S. C. Corinthians | São Paulo | 2018 |
| Campeonato Paulista | S. C. Corinthians | São Paulo | 2025 |

### Títulos nacionales
| Título                  | Club                   | País    | Año  |
| ----------------------- | ---------------------- | ------- | ---- |
| Serie A                 | S. C. Corinthians      | Brasil  | 2017 |
| Copa de Ucrania         | F. C. Shakhtar Donetsk | Ucrania | 2019 |
| Liga Premier de Ucrania | F. C. Shakhtar Donetsk | Ucrania | 2019 |
| Liga Premier de Ucrania | F. C. Shakhtar Donetsk | Ucrania | 2020 |
| Supercopa de Ucrania    | F. C. Shakhtar Donetsk | Ucrania | 2021 |